# Tomaž Šalamun
Tomaž Šalamun, slovenski pesnik in prevajalec, * 4. julij 1941, Zagreb, † 27. december 2014, Ljubljana.

## Življenje
Tomaž Šalamun se je rodil v Zagrebu leta 1941. Živel je v Ljubljani. Gimnazijo je končal v Kopru (1960), študij zgodovine in umetnostne zgodovine pa v Ljubljani (1965). Med študijem je sodeloval s skupino OHO, v kateri je deloval tudi njegov brat, slikar Andraž Šalamun. Njegovi sestri sta Jelka in Katarina. Z Marušo Krese je imel sina Davida.
Leta 1969 se je zaposlil kot pripravnik v Moderni galeriji Ljubljana, leta 1971 pa kot asistent za umetnostno zgodovino na Akademiji za likovno umetnost v Ljubljani.
Leta 1970 je bil na trimesečnem podiplomskem študiju v Pisi. Julija istega leta ga je povabil newyorški muzej moderne umetnosti (MOMA) kot člana skupine OHO; tam je ostal mesec dni. V jeseni 1971 je bil povabljen v ZDA na univerzo v Iowi (1971–72). Tam je deloval na oddelku za primerjalno književnost in literarno teorijo. Kasneje je bil na povabilo ameriške umetnostne kolonije Yaddo še trikrat po dva meseca v ZDA (1974, 1979, 1986), kjer je ustvarjal (večina Šalamunovih pesmi je nastala v tujini). 1996–2000 je bil kulturni ataše Slovenije v New Yorku, leta 2008 pa deloval kot gostujoči profesor kreativnega pisanja na univerzi v Richmondu v ameriški zvezni državi Virginii. 
Leta 1979 se je poročil s slikarko Metko Krašovec.
Pesniti je začel v Perspektivah 1963–64. Bil je član skupine OHO in je z njo razstavljal v Ljubljani, Beogradu, Zagrebu, New Yorku in samostojno v Kranju.
Slovenski klasik je postal leta 1993 z izbranimi pesmimi v renomirani zbirki Kondor. Leta 2005 je bil izvoljen za izrednega, 2013 pa za rednega člana Slovenske akademije znanosti in umetnosti (SAZU).
Prevedenih je več kot 30 njegovih knjig, ki so doslej izšle prevedene v 18 jezikov.
Njegova soproga, akademska slikarka in grafičarka Metka Krašovec, je Šalamunovo celotno mednarodno knjižno zbirko predala v uporabo javnosti. V ta namen je bil ob drugi obletnici pesnikove smrti ustanovljen in odprt Center za poezijo Tomaža Šalamuna s sedežem na Cankarjevi 5 v Ljubljani. Skrbnik zbirke je pesnik in pisatelj Aleš Šteger.

## Delo
Ko je Tomaž Šalamun objavil pesem »Duma 64« (1964), je bila ta politično provokativna. To je veljalo tudi za objave pesmi v Perspektivah leta 1963; prav tako ob izidu pesniške zbirke Poker leta 1966. Pesnik je takrat dobil podporo enega izmed srbskih pesnikov, že pred vojno tudi francoskega nadrealista, tedanjega člana CK ZKJ, Oskarja Daviča, ki mu je – kot navaja v intervjuju – »na celi zadnji strani časopisa Komunist napisal pravi panegirik, kar je v Sloveniji povzročilo veliko zmedo«.
V okviru mednarodnih pesniških festivalov, v okviru različnih literarnih delavnic (npr. International Writing Program), pa tudi v okviru svojih bralnih turnej, je največ gostoval po ZDA: Vermont College, University of Iowa, Sarah Lawrence College, Harvard University, Columbia University, Georgia State University, University of Massachusetts-Amherst, Emory University, University of Mississippi.
Žirija berlinskega umetniškega programa (DAAD) je maja 2002 Tomaža Šalamuna za leto dni povabila v Berlin. Štipendije so bile podeljene literarnim ustvarjalcem po vsem svetu.

### Pesništvo
Tomaž Šalamun je predstavnik druge povojne generacije. Je prvi v tej generaciji, ki je uresničil tip modernistične poezije. Po vsebinski strani pa je opustil tradicijo socialnega realizma, simbolizma in eksistencializma.
Izdal je preko trideset pesniških zbirk. Že v prvi zbirki (Poker) je uporabljal svoj jezik, ki pa je že bil uporabljen pred njim. S tem jezikom je vpeljal v poezijo besede, ki so prej v pesmih veljale za tabu. Vpeljal jih je tako, da so se prilegale v njegove pesnitve. Nikoli ni pisal v prvi osebi. Pesniški jaz se pri Šalamunu skriva v jeziku in v skritem pripovedovalcu, tako da nikjer ne pripoveduje pesmi neposredno iz sebe.
Svoja dela je objavljal v Perspektivah, v zborniku EVA, Katalog I, Katalog II, Pericarežeracirep.

#### Pesniške zbirke
- Poker (1966) (COBISS)
- Namen pelerine (1968) (COBISS)
- Romanje za Maruško (1971) (COBISS)
- Bela Itaka (1972) (COBISS)
- Amerika (1972) (COBISS)
- Arena (1973) (COBISS)
- Sokol (1974) (COBISS)
- Imre (1975) (COBISS)
- Druidi (1975) (COBISS)
- Turbine (1975) (COBISS)
- Praznik (1976) (COBISS)
- Zvezde (1977) (COBISS)
- Metoda angela (1978) (COBISS)
- Po sledeh divjadi (1979) (COBISS)
- Zgodovina svetlobe je oranžna (1979) (COBISS)
- Maske (1980) (COBISS)
- Balada za Metko Krašovec (1981) (COBISS)
- Analogije svetlobe (1982) (COBISS)
- Glas (1983) (COBISS)
- Sonet o mleku (1984) (COBISS)
- Soy realidad (1985) (COBISS)
- Ljubljanska pomlad (1986) (COBISS)
- Mera časa (1987) (COBISS)
- Živa rana, živi sok (1988) (COBISS)
- Otrok in jelen (1990) (COBISS)
- Glagoli sonca (1993) (COBISS)
- Ambra (1995) (COBISS)
- Črni labod (1997) (COBISS)
- Knjiga za mojega brata (1997) (COBISS)
- Morje (1999) (COBISS)
- Gozd in kelihi (2000) (COBISS)
- Table (2002) (COBISS)
- Od tam (2003) (COBISS)
- Z Arhilohom po Kikladih (2004)
- Kaj je kaj (2005) (COBISS)
- Sončni voz (2005) (COBISS)
- Sinji stolp (2007) (COBISS)
- Dva brata skozi ista vrata (2007) Hyperion
- Njanja me od nikoder obišče kot riba (2008)
- Mrzle pravljice (2009)
- Levu sem zribal glavo do pol gobca, potem sem nehal (2009)
- Narobe svet je tudi svet (2010) (COBISS)
- Letni čas (2010) (COBISS)
- Opera buffa (2011) (COBISS)
- KDAJ: izbrane pesmi (2011) ISBN 978-961-242-384-1
- Dih (2013, Ptuj – Zavod itadakimasu)
- Molusk (2013) Cankarjeva Založba
- Kdaj: izbrane pesmi (ur. Aleš Šteger, Študentska založba, 2013) (e-Beletrina, 2011)
- Dojenčki (2014) (COBISS)
- Orgije (2015) ISBN 978-961-284-044-0
- Ta, ki dviga tačko, spi (2015) ISBN 978-961-6952-45-3
- Rama (2015, Hyperion)
- Šepetanje (izbor in ilustracije Metka Krašovec, 2016)
- Posmrtni boj (zapis in ilustracije Ana Šalamun, 2018)
- JUTRO: šest zbirk iz zapuščine (šest dotlej neobjavljenih pesniških zbirk, nastalih med letoma 2004 in 2013 z naslovi: Omagati v mrežah pod oljkami, Prevara, Ropar, Andi, Mihael je naš, Usoda; spremni besedi Mihael Maurič in Aleš Šteger - objavil 70 str. dolg pogovor z njim, 2018)
- Vse, kar sem objel, ušlo – izbor pesmi med 2013-14; Posebna izdaja ob 5. obletnici smrti T. Š. – Center za poezijo T. Š., JSKD (2019)
- In povsod je bil sneg = And all around there was snow; [pesmi uredil in napisal spremno besedo Miha Maurič; ilustracije Ana Šalamun; prevajalci Jure Potokar ... et al.] -- Ljubljana: Javni sklad RS za kulturne dejavnosti, revija Mentor: Center za poezijo Tomaža Šalamuna, 2021 (jezik: angleški, slovenski)
- Visoka gora, bele luči (izšlo ob deseti obletnici smrti, 2024)
- Poljubi oči miru - izbor; angleški prevod Brian Henry: Kiss the Eyes of Peace (1964–2014)  - med nominiranci za Griffinovo nagrado (2025)

### Pripovedništvo
- Hiša Markova (1992) (COBISS)
- Korporacija v 21 nadstropjih (2010)
- Maline so: zgodbica o prevajalskih igricah ali who wants Tomaž Šalamun's poems (prevedel, uredil in spremno besedilo napisal Miha Mohor, 2015)

### Priredbe
- Simone de Beauvoir: Mandarini (1971) (COBISS)
- Art Buchwald: Težave v raju (1975) (COBISS)
- Jaime de Angulo: Indijanske zgodbe (1978) (COBISS)
- Agatha Christie: Odhod ob 16'50 (1978) (COBISS)
- Frederick William Winterbotham: Nacistična znanstva (1983) (COBISS)
- Walter De la Mare: Čudežni jopič (1984) (COBISS)
- René Goscinny: Nikec (1985) (COBISS)
- Charles Simic: Razgaljanje tišine (2001) (COBISS)

### Prevodi
- Balzac: Vojvodinja de Langeais (1987) (COBISS)

## Nagrade
- 1967 Nagrada Mladosti
- 1973 Nagrada Prešernovega sklada
- 1978 Nagrada železarne Sisak
- 1981 Nagrada Ljubiša Jocić
- 1988 Jenkova nagrada za pesniško zbirko Mera časa
- 1999 Prešernova nagrada
- 2003 Nagrada Altamarea v Trstu
- 2007 Evropska nagrada za poezijo, Münster, Nemčija
- 2007 Jenkova nagrada za pesniško zbirko Sinji stolp
- 2009 Nagrada zlati venec Struških večerov poezije, Ohrid, Makedonija
- 2012 Nagrada Poezija in ljudje, Kitajska
- 2013 Njegoševa nagrada, Črna gora